# Власюк Олександр Васильович
Олекса́ндр Васи́льович Власю́к — старший лейтенант Збройних сил України, 26-та окрема артилерійська бригада, Бердичів.

## Життєпис
2012 року закінчив Академію сухопутних військ, спеціальність «управління діями підрозділів артилерії».
Командир гаубичного самохідно-артилерійського взводу—старший офіцер на гаубичній САБ гаубичного самохідно-артилерійського дивізіону, 26-та бригада.
З перших днів загострення зовнішньополітичної обстановки брав активну участь у російсько-українській війні.

## Нагороди
8 вересня 2014 року — за особисту мужність і героїзм, виявлені у захисті державного суверенітету та територіальної цілісності України, вірність військовій присязі під час російсько-української війни, відзначений — нагороджений орденом Богдана Хмельницького III ступеня.